# Bundesautobahn 63
Pour les articles homonymes, voir A63.
L'autoroute allemande A 63 (Bundesautobahn 63 en allemand) décrit un tracé de 73 km de long, depuis la Rhénanie-Palatinat.

## Tracé
L'autoroute relie indirectement Mayence à la France via la Sarre. Elle se connecte à l’échangeur Mayence-Sud et traverse la Hesse rhénane au Sud de Mayence. L’échangeur d'Alzey, où elle croise l'A 61 à proximité d’Alzey, est un des échangeurs remarquables de l'A 63. Elle dessert ensuite l'arrondissement du Mont-Tonnerre jusqu'à Kaiserslautern et vient s'embrancher à la Bundesautobahn 6 par l'échangeur de Kaiserslautern.

## Extension
Quand le Mont-Tonnerre, qui avait pour chef-lieu Mayence, était un département français, une extension de la route nationale 3 reliant Sarrebruck à Mayence fut construite entre 1806 et 1811. Aujourd'hui encore, à Mayence, Klein-Winternheim et Nieder-Olm, on trouve des rues appelées « Pariser Strasse » (rue de Paris) parallèlement à l'autoroute 63.

## Principaux panneaux touristiques

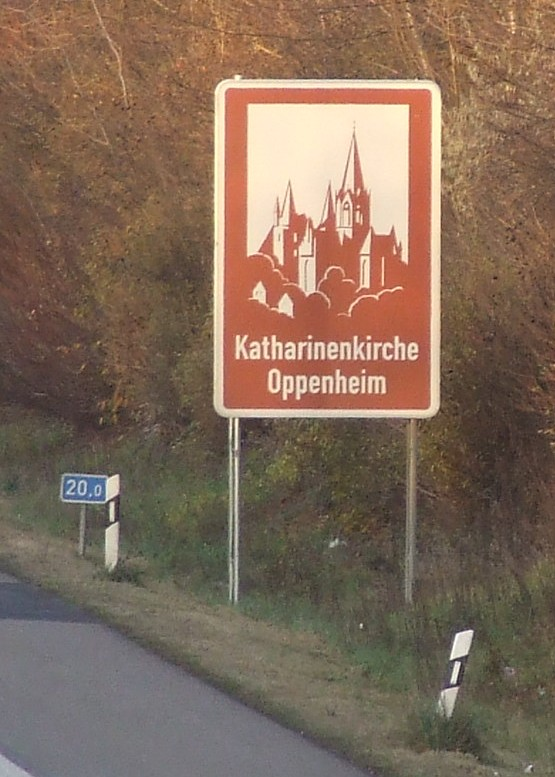
Panneau touristique pour l'église Katharinenkirche

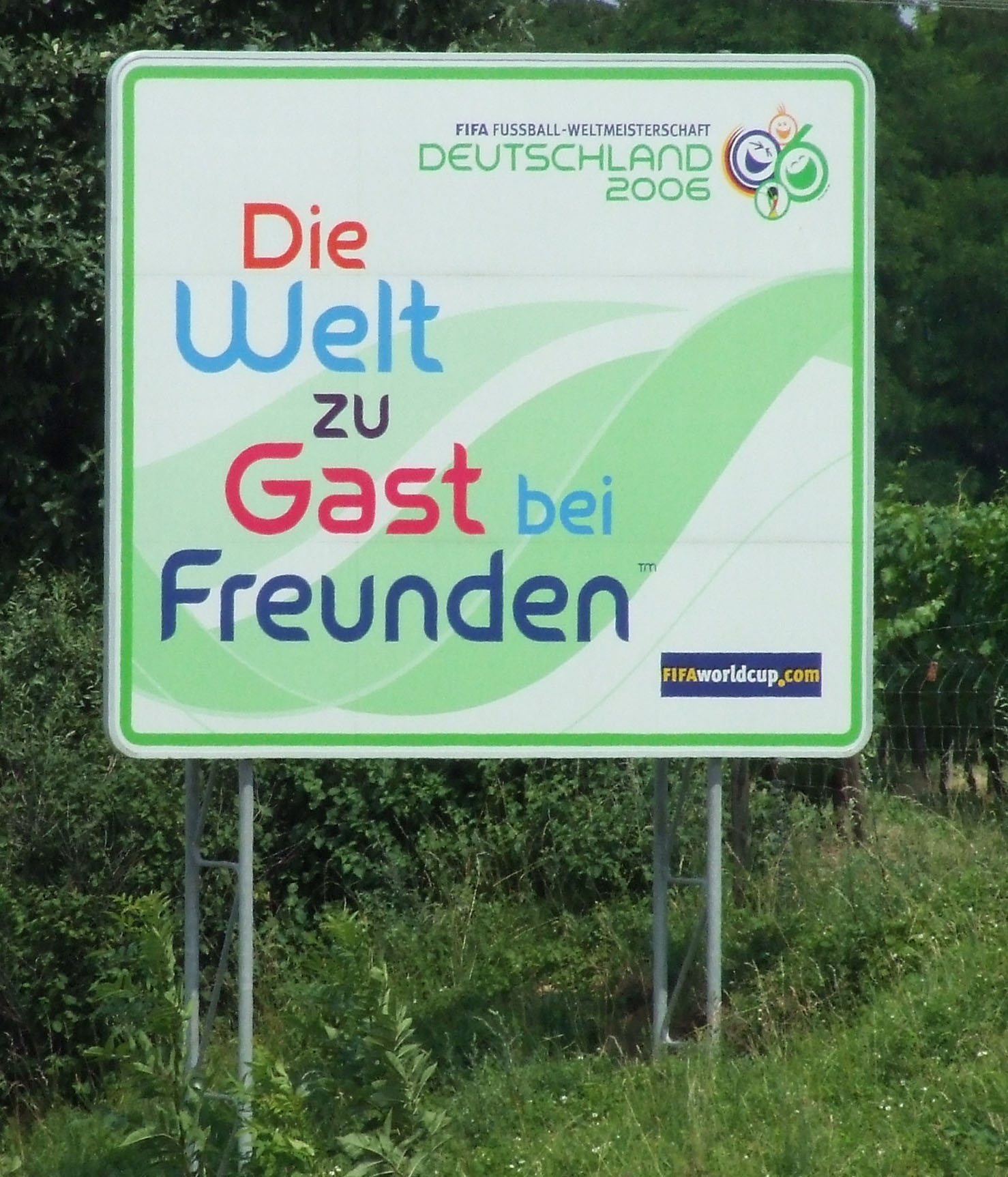
Panneau d'information pour la coupe du monde de football 2006 près de Udenheim.

- Cathédrale Saint-Martin de Mayence (après sortie Nieder-Olm vers direction Mayence)
- Église Katharinenkirche à Oppenheim (à chaque fois sortie Wörrstadt)
- Mont Tonnerre (à chaque fois sortie Kirchheimbolanden)
- Petite résidence de Kirchheimbolanden (à chaque fois sortie Kirchheimbolanden)
- Abbaye Otterberg (après sortie Kaiserslautern)
- Jardin japonais (Kaiserslautern) (seulement direction Kaiserslautern devant l'échangeur de Kaiserslautern.